# Sdružení katolických kněží
Sdružení katolických kněží (Association of Catholic Priests) je liberální organizace založená v Irsku v září 2010. Dva roky po svém vzniku zastupuje více než 850 irských kněží. Jeho cílem je být fórem pro svobodnou celocírkevní debatu o důležitých otázkách, kterým dnešní církev čelí včetně diskuse na téma celibátu, antikoncepce nebo svěcení žen na kněze. Sdružení se přitom otevřeně hlásí k následování myšlenek a ducha Druhého vatikánského koncilu.

## Spor s Vatikánem
Mezi zakládající členy sdružení patří redemptoristický kněz Tony Flannery. Po 14 let byl přispěvatelem řádového periodika. Počátkem roku 2012 jej však Kongregace pro nauku víry přiměla, aby přestal v tomto periodiku sdílet své názory, jelikož nebyly plně v souladu s oficiální linií vatikánské kurie. Dále mu bylo zakázáno vystupovat v médiích. Rovněž editorovi ze zmíněného magazínu, Gerrymu Moloneymu, bylo zakázáno publikovat jakýkoliv materiál, který by nebyl v plném souladu se současným oficiálním výkladem katolické nauky.
Sdružení tento krok hodnotí jako cenzuru a umlčování svých členů. Představený redemptoristického kláštera Mount St. Alphonsus u irského města Limerick, Adrian Egan, v reakci na rozhodnutí Kongregace pro nauku víry uvedl, že on sám osobně je „reakcí Vatikánu konsternovaný, vyvedený z míry, udivený a hluboce zklamaný“. Dodal, že kterýkoli kněz je natolik odvážný, aby dal při mši najevo veřejně svůj názor, je umlčen.
Na adresu katolíků, kteří volají po reformě církve, se papež Benedikt XVI. ostře vyjádřil naposled na Zelený čtvrtek 5. dubna 2012, kdy mj. připomněl, že jeho předchůdce Jan Pavel II. zákaz svěcení žen prohlásil za součást „božích zákonů". Papež doslova uvedl: „Je neposlušnost cestou k obnově církve? Chceme věřit autorům této výzvy, kteří tvrdí, že jsou podněcováni starostí o církev a že jsou přesvědčeni o nezbytnosti čelit pomalosti institucí drastickými prostředky, aby otevřeli nové cesty a pozvedli církev na úroveň dnešní doby. Je však neposlušnost opravdu cestou? Je možné v tom zaznamenat nějaké připodobnění se Kristu, které je předpokladem opravdové obnovy anebo jde spíše o zoufalý podnět učinit něco k přetvoření církve podle vlastních tužeb a idejí?“ 

## Cíle sdružení
- Dát irským katolickým kněžím prostor pro vyjádření se v době, kdy jejich hlas slábne a kdy by se katoličtí kněží měli aktivně zapojovat do debaty uvnitř irské společnosti.
- Snaha o plnohodnotné uskutečnění vize a učení Druhého vatikánského koncilu se zvláštním důrazem na převahu svědomí jednotlivce, aktivní účast všech pokřtěných na dění v církvi a na snahu o vytváření církve, kde si všichni věřící budou rovni. Přepracovat pastorační pravidla tak, aby využívala dary, moudrost a zkušenosti celé církve – tedy mužů i žen.
- Změnit strukturu vedení církve, která by svůj základ měla stavět spíše na nutnosti služby než na potřebě moci. Na všech úrovních církve podporovat pravidla diskuse a průhlednosti, zejména při jmenování vedoucích osob církve.
- Podporovat a vytvářet prostředí, kde k sobě biskupové a kněží přistupují s důvěrou, podporují se a jsou navzájem velkorysí.
- Přehodnocení sexuální nauky církve tak, aby tato nauka uznala hluboké tajemství lidské sexuality a aby se nebránila moudrosti širého Božího lidu.
- Podporování míru a spravedlnosti a ochrany Božího stvoření na místní, národní a mezinárodní úrovni.
- Uznat odloučení církve od státu a přijmout, že zatímco církev musí šířit poselství evangelia a snažit se ho popravdě žít, stát má na druhé straně úlohu ustavovat zákony pro všechny své občany.
- Podporování liturgie, jejíž ritus a jazyk jsou jednoduše srozumitelné a přístupné všem.
- Upevňování vztahů s ostatními křesťanskými církvemi. Plný souhlas s tím, že Duch svatý mluví skrze všechen lid, včetně příslušníků jiných náboženství, i těch bez náboženského vyznání. Pokud si toto přiznáme, Duch svatý se bude mezi lidmi pohybovat daleko svobodněji.[3]